# Liste der Naturdenkmale im Amt Schönberger Land
Die Liste der Naturdenkmale im Amt Schönberger Land nennt die im Amt Schönberger Land im Landkreis Nordwestmecklenburg in Mecklenburg-Vorpommern gelegenen Naturdenkmale.

## Naturdenkmale
| Bild            | Nr.     | Bezeichnung | Standort                                                                         | Beschreibung                        | Schutzzweck | Verordnung |
| --------------- | ------- | ----------- | -------------------------------------------------------------------------------- | ----------------------------------- | ----------- | ---------- |
| Fotos hochladen | NWM 116 | Eiche       | Grieben Nebenstraße (53° 50′ 31,3″ N, 11° 3′ 0,5″ O)                             |                                     |             |            |
| BW              | NWM 100 | Ginkgo      | Lüdersdorf Flurstück 1 116/1 (53° 49′ 56,6″ N, 10° 48′ 37,4″ O)                  |                                     |             |            |
| BW              | NWM 101 | Eiche       | Lüdersdorf Wahrsow Dorf (53° 49′ 22,1″ N, 10° 48′ 11,2″ O)                       | (nur Lage des Flurstücks angegeben) |             |            |
| BW              | NWM 102 | Eiche       | Roduchelstorf Rabensdorf (53° 49′ 7″ N, 10° 58′ 54,5″ O)                         | (nur Lage des Flurstücks angegeben) |             |            |
| BW              | NWM 103 | Eibe        | Siemz-Niendorf Torisdorf Hauptstraße (53° 48′ 13″ N, 10° 57′ 23″ O)              | (nur Lage des Flurstücks angegeben) |             |            |
| BW              | NWM 104 | Eibe        | Siemz-Niendorf Torisdorf Hauptstraße (53° 48′ 13″ N, 10° 57′ 23″ O)              | (nur Lage des Flurstücks angegeben) |             |            |
| BW              | NWM 092 | Eiche       | Dassow Feldhusen (53° 56′ 42,5″ N, 10° 57′ 16,1″ O)                              |                                     |             |            |
| BW              | NWM 093 | Eiche       | Dassow Johannstorf/Benckendorf Alte Seestraße (53° 55′ 35,8″ N, 10° 55′ 21,8″ O) | (NWM 093 oder NWM 094)              |             |            |
| BW              | NWM 094 | Eiche       | Dassow Johannstorf/Benckendorf Alte Seestraße (53° 55′ 36,4″ N, 10° 55′ 25,2″ O) | (NWM 093 oder NWM 094)              |             |            |
| BW              | NWM 086 | Eiche       | Dassow Schwanbeck Flurstück 1 96/2 (53° 54′ 13,2″ N, 10° 57′ 49,9″ O)            |                                     |             |            |
| BW              | NWM 087 | Eiche       | Dassow Schwanbeck Flurstück 1 95/2 (53° 54′ 10,6″ N, 10° 57′ 49″ O)              | (nur Lage des Flurstücks angegeben) |             |            |
| BW              | NWM 095 | Eiche       | Dassow Rosenhagen (53° 57′ 50″ N, 10° 56′ 45,1″ O)                               |                                     |             |            |
| BW              | NWM 096 | Buche       | Schönberg Flurstück 2 90/4 (53° 50′ 55,8″ N, 10° 56′ 3,3″ O)                     |                                     |             |            |
| BW              | NWM 098 | Eibe        | Schönberg St.-Laurentius-Kirche (53° 50′ 42,4″ N, 10° 56′ 0,6″ O)                | (nur Lage des Flurstücks angegeben) |             |            |
| BW              | NWM 099 | Eibe        | Schönberg St.-Laurentius-Kirche (53° 50′ 42,4″ N, 10° 56′ 0,6″ O)                | (nur Lage des Flurstücks angegeben) |             |            |

## Flächennaturdenkmale
| Bild | Nr.     | Bezeichnung                            | Standort                                                     | Beschreibung | Schutzzweck | Verordnung                                                              |
| ---- | ------- | -------------------------------------- | ------------------------------------------------------------ | --- | ----------- | ----------------------------------------------------------------------- |
| BW   | NWM 013 | Mühlenbruch in der Gemeinde Groß Siemz | Siemz-Niendorf Groß Siemz (53° 49′ 15,6″ N, 10° 55′ 56,6″ O) | Bruchwald an der Maurine, reichhaltiges Vorkommen geschützter Pflanzengesellschaften. Das FND wird durch die BAB A 20 zerschnitten. |             | Beschluss des Rates des Kreises Grevesmühlen Nr. 15-6/88 vom 18.02.1988 |
| BW   | NWM 017 | Rupensdorfer Forst „Diestelhorst-Moor“ | Schönberg Lockwisch (53° 51′ 24,8″ N, 10° 51′ 28,4″ O)       | Laubwald mit Torfstichen. Wertvolles Biotop.                                                                                        |             | Beschluss des Rates des Kreises Grevesmühlen Nr. 15-6/88 vom 18.02.1988 |